# Kahn (Cameroun)
Pour les articles homonymes, voir Kahn.
Kahn est un village de la commune de Massock-Songloulou; située dans le département de la Sanaga-Maritime et la région du Littoral au Cameroun. Il est situé sur la route de Songmbenguè qui mène vers Nkom ou Nyaho, à 32 km de Songmbenguè.

## Population
En 1967, Kahn comptait 409 habitants, principalement Bassa. Le village disposait avant 1967 de 3 écoles primaires dont une catholique et une protestante, d'un poste agricole, d'une huilerie et d'une mission catholique.
Lors du recensement de 2005, 88 personnes y ont été dénombrées.

## Enseignement
La localité compte un établissement secondaire public francophone : le CES de Khan.

## Cultes
La paroisse catholique de Notre-Dame-de-l'Assomption de Kahn relève de la zone pastorale de la Sanaga du diocèse d'Edéa.

## Personnalités nées à Kahn
- Louis-Marie Pouka, poète, né à Kahn en 1910